# Premio al mejor Baloncestista Masculino del Año de la Big East Conference
El Premio al mejor Baloncestista Masculino del Año de la Big East Conference (en inglés, Big East Conference Men's Basketball Player of the Year) es un galardón que otorga la Big East Conference al jugador de baloncesto masculino más destacado del año. Los dieciséis entrenadores de la liga emiten sus votos una vez finalizada la temporada regular y antes de que comience el torneo de la conferencia a principios de marzo. Los entrenadores no pueden votar a jugadores de sus respectivos equipos.
La Big East Conference se fundó originalmente en 1979, pero se dividió en tres bloques en 2013. Un grupo de tres universidades se fue para unirse a la Atlantic Coast Conference. Siete universidades más, ninguna de las cuales juega al fútbol americano en la División I FBS de la NCAA, se fueron para formar una nueva Big East Conference. Los miembros restantes operan bajo el estatuto original de Big East como la American Athletic Conference. Sin embargo, el Big East actual reconoce todos los registros y estadísticas de la conferencia original como propios, y la American Athletic Conference no reconoce ningún registro o estadística anterior a la temporada 2013-14 como propio.
El premio fue creado en el primer año de la conferencia en 1980, siendo John Duren de Georgetown el primer jugador en recibirlo. Patrick Ewing, Richard Hamilton, Troy Murphy y Kris Dunn han ganado el premio en dos ocasiones, y Chris Mullin lo hizo en tres temporadas consecutivas desde 1983 hasta 1985. Ewing, que compartió el premio en 1984 y 1985 con Mullin, fue incluido en el Basketball Hall of Fame en 2008 tras jugar 17 años en la NBA entre 1985 y 2002. A lo largo de la historia del premio, ha habido siete temporadas con doble ganador y una temporada con tres ganadores. La temporada más reciente con dos ganadores fue 2015, con Ryan Arcidiacono de Villanova y Kris Dunn de Providence recibiendo el premio. La temporada 2021 fue la primera con tres ganadores: Collin Gillespie y Jeremiah Robinson-Earl de Villanova y Sandro Mamukelashvili de Seton Hall.
Cinco jugadores han recibido el Naismith College Player of the Year en la misma temporada en la que fueron nombrados mejor jugador de la Big East. En 1985, Ewing y Mullin compartieron el premio de la conferencia, mientras que Ewing recibió el Naismith College Player of the Year y Mullin el Premio John R. Wooden. Al año siguiente, Walter Berry se hizo con los premios Wooden y de la Big East. Doug McDermott de Creighton recibió los Premios Naismith y Wooden en 2014, al igual que Jalen Brunson de Villanova en 2018.
Georgetown y Villanova son la universidades con más vencedores, con ocho. A partir de 2021, solo tres miembros actuales de Big East no han tenido ganadores: Butler y Xavier, que se unieron a Big East en su relanzamiento en 2013, y DePaul, que se unió en 2005.

## Ganadores

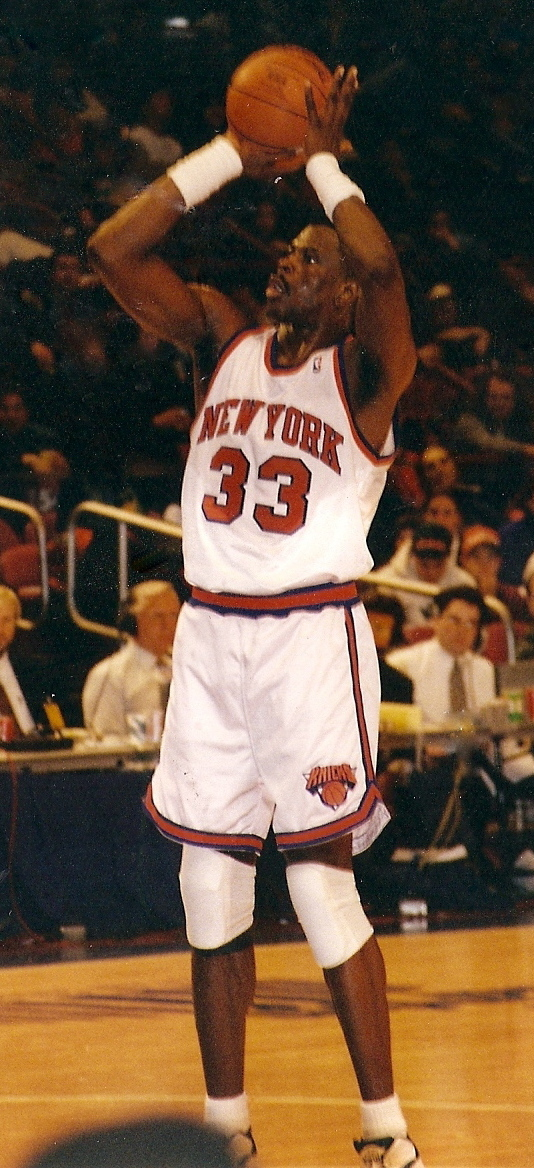
Patrick Ewing ganó los premios de 1984 y 1985.

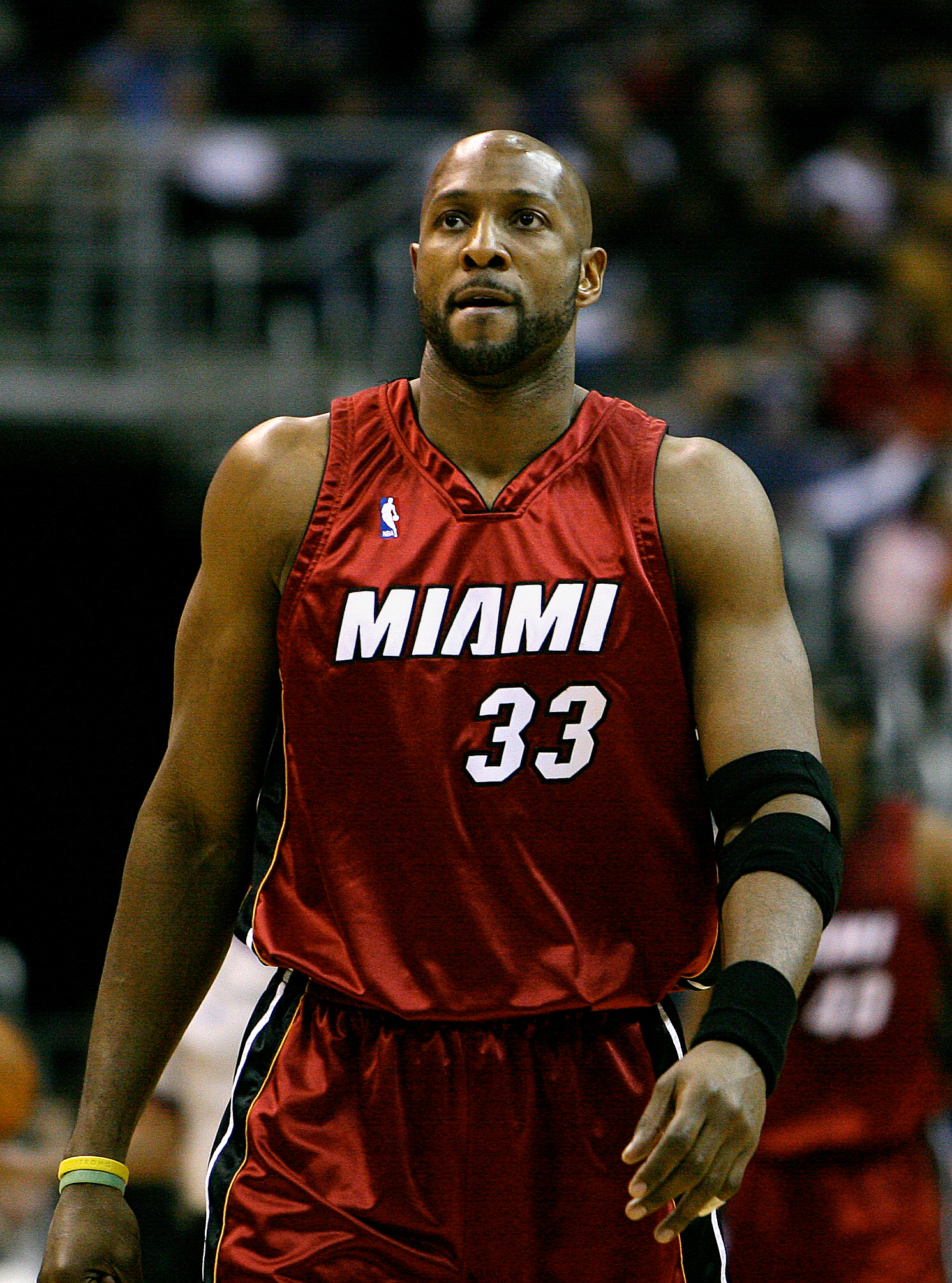
Alonzo Mourning fue el tercer pívot de Georgetown en ganar el premio.

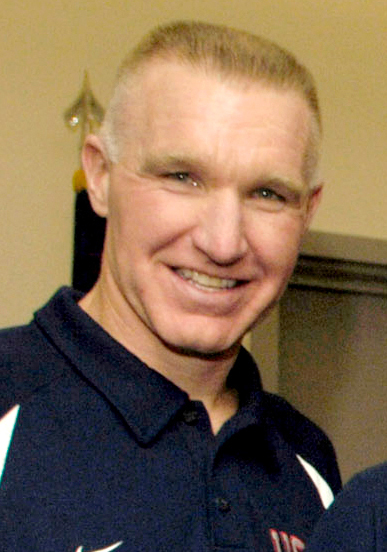
Chris Mullin es el único en ganar el premio en tres ocasiones, en 1983, 1984 y 1985.

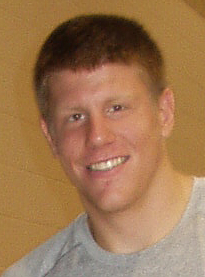
Luke Harangody ganó el premio en 2008.

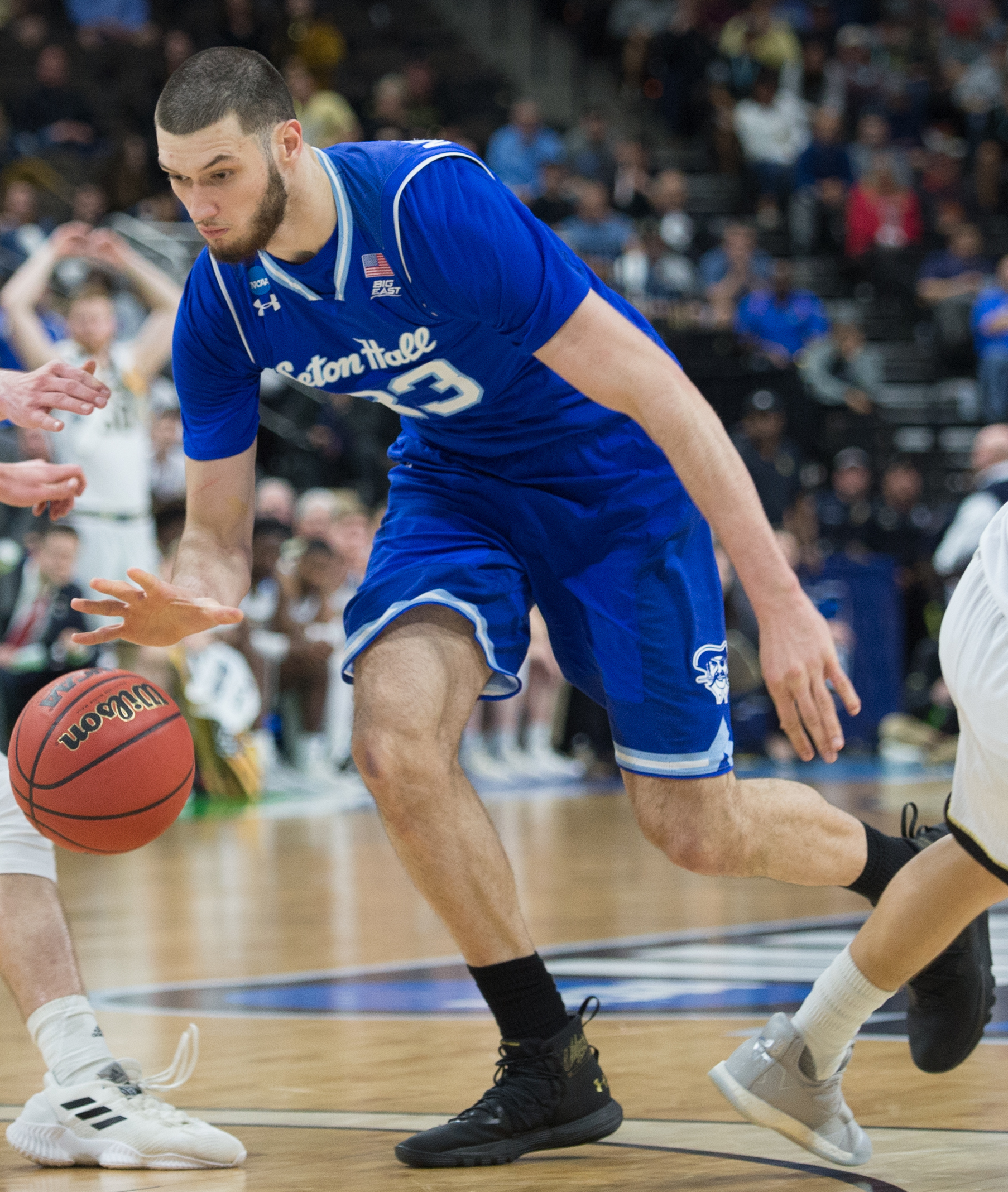
El georgiano Sandro Mamukelashvili ganó el premio en 2021.

| †           | Co-Jugadores del Año                                                                                                |
| *           | Ganador del premio al mejor universitario del año: el Naismith College Player of the Year o el John R. Wooden Award |
| Jugador (X) | Denota el número de veces que ha conseguido el galardón                                                             |

| Temporada | Jugador                | Universidad    | Posición      | Curso     | Referencia    |
| --------- | ---------------------- | -------------- | ------------- | --------- | ------------- |
| 1979–80   | John Duren             | Georgetown     | Base/Escolta  | Senior    | [ 10 ] [ 11 ] |
| 1980–81   | John Bagley            | Boston College | Base          | Sophomore | [ 12 ]        |
| 1981–82   | Dan Callandrillo       | Seton Hall     | Escolta       | Senior    | [ 13 ]        |
| 1982–83   | Chris Mullin           | St. John's     | Alero         | Sophomore | [ 4 ] [ 14 ]  |
| 1983–84†  | Patrick Ewing          | Georgetown     | Pívot         | Junior    | [ 10 ] [ 11 ] |
| 1983–84†  | Chris Mullin (2)       | St. John's     | Alero         | Junior    | [ 4 ] [ 14 ]  |
| 1984–85†  | Patrick Ewing* (2)     | Georgetown     | Pívot         | Senior    | [ 10 ] [ 11 ] |
| 1984–85†  | Chris Mullin* (3)      | St. John's     | Alero         | Senior    | [ 4 ] [ 14 ]  |
| 1985–86   | Walter Berry*          | St. John's     | Ala-Pívot     | Senior    | [ 15 ]        |
| 1986–87   | Reggie Williams        | Georgetown     | Alero         | Senior    | [ 10 ] [ 11 ] |
| 1987–88   | Charles D. Smith       | Pittsburgh     | Ala-Pívot     | Senior    | [ 16 ] [ 17 ] |
| 1988–89   | Charles E. Smith       | Georgetown     | Base/Escolta  | Senior    | [ 10 ] [ 11 ] |
| 1989–90   | Derrick Coleman        | Syracuse       | Ala-Pívot     | Senior    | [ 14 ]        |
| 1990–91   | Billy Owens            | Syracuse       | Alero/Escolta | Junior    | [ 18 ]        |
| 1991–92   | Alonzo Mourning        | Georgetown     | Pívot         | Senior    | [ 10 ] [ 11 ] |
| 1992–93   | Terry Dehere           | Seton Hall     | Escolta       | Senior    | [ 13 ]        |
| 1993–94   | Donyell Marshall       | Connecticut    | Alero         | Junior    | [ 3 ]         |
| 1994–95   | Kerry Kittles          | Villanova      | Escolta       | Senior    | [ 19 ]        |
| 1995–96   | Ray Allen              | Connecticut    | Escolta       | Junior    | [ 3 ]         |
| 1996–97   | Pat Garrity            | Notre Dame     | Ala-Pívot     | Junior    | [ 20 ]        |
| 1997–98   | Richard Hamilton       | Connecticut    | Escolta/Alero | Sophomore | [ 3 ]         |
| 1998–99†  | Richard Hamilton (2)   | Connecticut    | Escolta/Alero | Junior    | [ 3 ]         |
| 1998–99†  | Tim James              | Miami          | Alero         | Senior    | [ 21 ]        |
| 1999–00   | Troy Murphy            | Notre Dame     | Ala-Pívot     | Sophomore | [ 20 ]        |
| 2000–01†  | Troy Murphy (2)        | Notre Dame     | Ala-Pívot     | Junior    | [ 20 ]        |
| 2000–01†  | Troy Bell              | Boston College | Base/Escolta  | Sophomore | [ 22 ]        |
| 2001–02†  | Caron Butler           | Connecticut    | Alero         | Sophomore | [ 3 ]         |
| 2001–02†  | Brandin Knight         | Pittsburgh     | Base          | Junior    | [ 16 ] [ 23 ] |
| 2002–03   | Troy Bell (2)          | Boston College | Base/Escolta  | Senior    | [ 22 ]        |
| 2003–04   | Emeka Okafor           | Connecticut    | Pívot         | Junior    | [ 3 ]         |
| 2004–05   | Hakim Warrick          | Syracuse       | Ala-Pívot     | Senior    | [ 24 ]        |
| 2005–06   | Randy Foye             | Villanova      | Base/Escolta  | Senior    | [ 25 ]        |
| 2006–07   | Jeff Green             | Georgetown     | Alero         | Junior    | [ 10 ] [ 26 ] |
| 2007–08   | Luke Harangody         | Notre Dame     | Ala-Pívot     | Sophomore | [ 20 ] [ 27 ] |
| 2008–09†  | DeJuan Blair           | Pittsburgh     | Pívot         | Sophomore | [ 16 ]        |
| 2008–09†  | Hasheem Thabeet        | Connecticut    | Pívot         | Junior    | [ 3 ]         |
| 2009–10   | Wesley Johnson         | Syracuse       | Alero         | Junior    | [ 28 ]        |
| 2010–11   | Ben Hansbrough         | Notre Dame     | Escolta       | Senior    | [ 29 ]        |
| 2011–12   | Jae Crowder            | Marquette      | Ala-pívot     | Senior    | [ 30 ]        |
| 2012–13   | Otto Porter            | Georgetown     | Alero         | Sophomore | [ 31 ]        |
| 2013–14   | Doug McDermott*        | Creighton      | Alero         | Senior    | [ 32 ]        |
| 2014–15†  | Ryan Arcidiacono       | Villanova      | Base          | Junior    | .             |
| 2014–15†  | Kris Dunn              | Providence     | Base          | Sophomore | [ 6 ]         |
| 2015–16   | Kris Dunn (2)          | Providence     | Base          | Junior    | [ 33 ]        |
| 2016–17   | Josh Hart              | Villanova      | Escolta       | Senior    | [ 34 ]        |
| 2017–18   | Jalen Brunson*         | Villanova      | Base          | Junior    | [ 35 ]        |
| 2018–19   | Markus Howard          | Marquette      | Base          | Junior    | [ 36 ]        |
| 2019–20   | Myles Powell           | Seton Hall     | Escolta       | Senior    | [ 37 ]        |
| 2020–21†  | Collin Gillespie       | Villanova      | Base          | Senior    | [ 7 ]         |
| 2020–21†  | Sandro Mamukelashvili  | Seton Hall     | Ala-Pívot     | Senior    | [ 7 ]         |
| 2020–21†  | Jeremiah Robinson-Earl | Villanova      | Ala-Pívot     | Sophomore | [ 7 ]         |
| 2021–22   | Collin Gillespie (2)   | Villanova      | Base          | Graduado  | [ 38 ]        |
| 2022–23   | Tyler Kolek            | Marquette      | Base          | Junior    | [ 39 ]        |
| 2023–24   | Devin Carter           | Providence     | Escolta       | Junior    | [ 40 ]        |
| 2024–25   | RJ Luis Jr.            | St. John's     | Alero         | Junior    | [ 41 ]        |

## Ganadores por universidad
| Universidad (en Big East desde) | Premios | Años                                             |
| ------------------------------- | ------- | ------------------------------------------------ |
| Georgetown (1979)               | 8       | 1980, 1984†, 1985†, 1987, 1989, 1992, 2007, 2013 |
| Villanova (1980)                | 8       | 1995, 2006, 2015†, 2017, 2018, 2021 (×2)†, 2022  |
| UConn (1979, 2020)              | 7       | 1994, 1996, 1998, 1999†, 2002†, 2004, 2009†      |
| Notre Dame (1995)               | 5       | 1997, 2000, 2001†, 2008, 2011                    |
| St. John's (1979)               | 5       | 1983, 1984†, 1985†, 1986, 2025                   |
| Seton Hall (1979)               | 4       | 1982, 1993, 2020, 2021†                          |
| Syracuse (1979)                 | 4       | 1990, 1991, 2005, 2010                           |
| Boston College (1979)           | 3       | 1981, 2001†, 2003                                |
| Pittsburgh (1982)               | 3       | 1988, 2002†, 2009†                               |
| Marquette (2005)                | 3       | 2012, 2019, 2023                                 |
| Providence (1979)               | 3       | 2015†, 2016, 2024                                |
| Creighton (2013)                | 1       | 2014                                             |
| Miami (1991)                    | 1       | 1999†                                            |
| Butler (2013)                   | 0       | —                                                |
| Cincinnati (2005)               | 0       | —                                                |
| DePaul (2005)                   | 0       | —                                                |
| Louisville (2005)               | 0       | —                                                |
| Rutgers (1995)                  | 0       | —                                                |
| South Florida (2005)            | 0       | —                                                |
| Virginia Tech (2000)            | 0       | —                                                |
| Xavier (2013)                   | 0       | —                                                |
| Virginia Occidental (1995)      | 0       | —                                                |